# Brevipalpus pycnanthemi
Brevipalpus pycnanthemi är en spindeldjursart som beskrevs av De Leon 1961. Brevipalpus pycnanthemi ingår i släktet Brevipalpus och familjen Tenuipalpidae. Inga underarter finns listade.